# Karel Demuynck
Karel De Muynck (1899-1949) was een Belgisch beeldhouwer.

## Biografie
De Muynck was afkomstig uit Nieuwpoort maar woonde geruime tijd op de wijk Mariakerke in Oostende.
Hij was de auteur van het gevelbeeld van de legendarische visserijalmoezenier Paster Pype op de gevel van de Visserijschool in de Paster Pypestraat in Oostende (1936; nu in plantsoen rond Sint-Petrus-en Pauluskerk).
Hij leunde aan bij het Verdinaso (affiche gemonogrammeerd KDM –wellicht van zijn hand- voor de IV° Landdag van het Verdinaso op 4 augustus 1935 te St. Kruis-Male; bronzen basrelief “Trouwe” met twee geüniformeerde mannen uit 1944; schilderij “Drie Dinaso’s”).
Zijn oeuvre bestond vooral uit figuren (portretkoppen, torso's, boerentypes, vrouwenfiguren, moederschap...)
Hij ontwierp de omslagillustratie voor “De Sint-Bernardusschakel” (Nieuwpoorts schoolblad) en reclame voor de sleutelfabriek “Litto” aldaar.
Tijdens de Tweede Wereldoorlog woonde hij in Brasschaat.

## Tentoonstellingen
- 1938, Oostende, Galerie Studio (samen met Julius Collen Turner)
- 1944, Antwerpen, Stedelijk Kunstsalon